# Francis Barthel
Francis Barthel (* 5. August 1961 in Illzach) ist ein ehemaliger französischer Fußballspieler. 

## Karriere
Barthel spielte im Laufe seiner Karriere für Racing Straßburg, den FC Mulhouse, Le Havre AC, den FC Valenciennes und für den unterklassigen Klub SR Colmar. Für Straßburg und Mülhausen kam er in insgesamt 19 Partien der Division 1 (der heutigen Ligue 1) zum Einsatz; den ersten verzeichnete er am 28. August 1980.